# Shawn Spears
Ronald William Arneill(ur. 19 lutego 1981 w St. Catharines w Kanadzie) – kanadyjski wrestler. Obecnie ma kontrakt z WWE, gdzie występuje w brandzie NXT pod pseudonimem Shawn Spears. Wcześniej występował w WWE od 2013 do 2019 roku pod pseudonimem Tye Dillinger. Znany jest również ze swojego czasu w All Elite Wrestling (AEW) od 2019 do 2023 roku.

## Wczesne życie
Urodzony i wychowywany w St. Catharines w Ontario, Arneill uczęszczał do Laura Secord Secondary School. Przez dziesięć lat grał w hokeja, lecz pozostawił pasję na rzecz rozwijania się w profesjonalnym wrestlingu. W dzieciństwie jego inspiratorami byli Rick Rude, Rick Martel i Mr. Perfect.

## Kariera profesjonalnego wrestlera

### Wczesna kariera (2002–2006)
Arneill trenował wrestling w Hart Wrestling School umiejscowionej w Cambridge. Trenował ze Smithem Hartem, Ike Shawem i Waldo Von Erichem, a także z Erikiem Youngiem w szkółce WrestlePlex. Zawodowe treningi przeprowadzał również z Derekiem Wyldem i Codym Deanerem. Po zawodowym debiucie w marcu 2002 jako Shawn Spears, Arneill pracował również w niezależnych federacjach jak Border City Wrestling, World Xtreme Wrestling i Blood Sweat and Ears. W lutym 2005 pojawił się podczas jednej z edycji tygodniówki WWE Heat, gdzie przegrał w tag-team matchu z Roseyem i The Hurricanem.
Po przesłaniu kilku filmików promocyjnych dla pracowników World Wrestling Entertainment (WWE), Arneill wystąpił w try-outach w Buffalo w Nowym Jorku. 21 stycznia 2006 został z nim podpisany kontrakt rozwojowy. Pojawił się na październikowej gali Cyber Sunday, gdzie jako pracownik o imieniu Stan otrzymał superkick od Shawna Michaelsa.

### World Wrestling Entertainment

#### Występy w federacjach rozwojowych (2006–2008)
Po podpisaniu kontraktu z WWE, Arneill został przeniesiony do rozwojowej federacji Ohio Valley Wrestling (OVW). Zadebiutował tam jako "The Canadian Sensation" Shawn Spears, a także w debiucie pokonał gwiazdę brandu SmackDown! Simona Deana. Po wygranej został przez niego zaatakowany, lecz na ratunek Spearsa przybył Al Snow. Przez dłuższy czas prowadził serię zwycięstw, która została zakończona przez Aarona "The Idol" Stevensa. Uformował drużynę z Codym Runnelsem, gdzie niedługo potem wspólnie zdobyli Southern Tag Team Championship pokonując The Throwbacks.
17 marca 2007, Spears zdobył Television Championship od Borisa Alexieva, co było jego pierwszym singlowym tytułem w OVW. Chciał również zdobyć OVW Heavyweight Championship należący do Runnelsa, wskutek czego zaatakował go podczas jego walki wykonując mu piledriver i nakreślając swoją postać jako heela. Spears stracił swój tytuł na rzecz Runnelsa 6 lipca, lecz odzyskał go tydzień później. Druga utrata nastąpiła 19 września na rzecz Teda "Manbeast" McNailera. Spears ponownie odzyskał tytuł, który później zdobył Colt Cabana. Pomimo rywalizacji, 7 listopada Cabana i Spears zdobyli tytuły tag-team pokonując Paula Burchilla i Stu Sandersa. 19 grudnia zakończono ich rywalizację poprzez ladder match, gdzie zwycięzca był wciąż tag-team championem i mógł wybrać nowego partnera jako posiadacza drugiej części tytułu. Pojedynek wygrał Cabana, który wybrał Charlesa "The Hammer" Evansa jako współposiadacza tytułów.
Po zakończeniu współpracy OVW z WWE, Spears zadebiutował w nowej rozwojówce Florida Championship Wrestling (FCW), w której wraz z Nicem Nemethem zdobyli Florida Tag Team Championship poprzez pokonanie The Puerto Rican Nightmares. Stracili tytuły 11 września na rzecz Joego Henniga i Heatha Millera.

#### ECW (2008–2009)

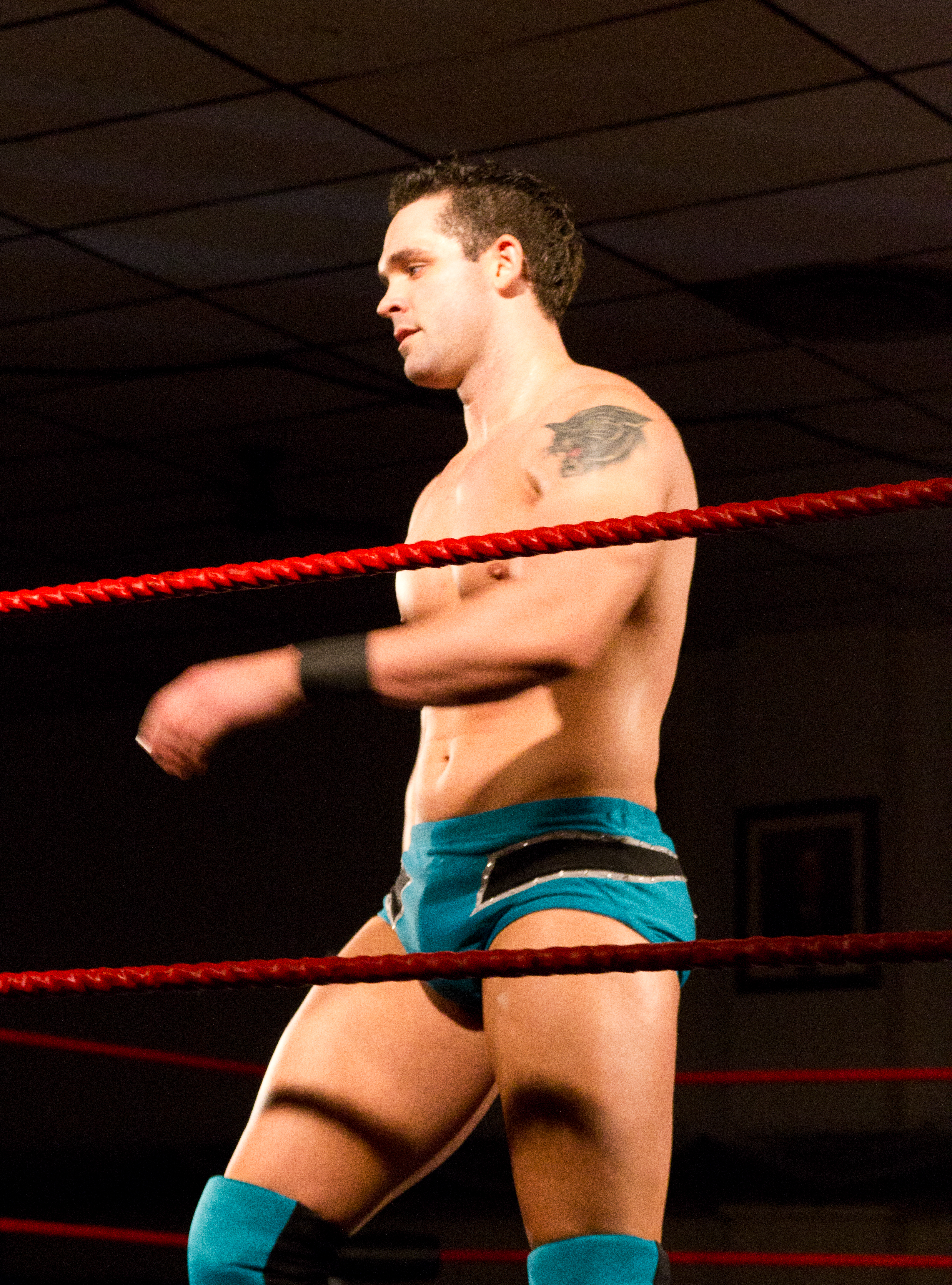
Spears w 2011

19 sierpnia podczas odcinka tygodniówki ECW, Spears zadebiutował w głównym rosterze jako Gavin Spears, lecz przegrał z Rickym Ortizem. Po debiucie występował zarówno w FCW, jak i brandzie ECW. 2 września na ECW został pokonany przez Super Crazy’ego. Trzy miesiące później został pokonany przez Finlaya, co było jego ostatnią walką w federacji. 19 stycznia 2009 został zwolniony.

### Federacje niezależne (2009–2013)
Dzień przed zwolnieniem z WWE, Arneill złamał dłoń, przez co nie mógł występować w ringu przez kolejnych 12 tygodni. 27 maja 2009 zawalczył i przegrał z byłym wrestlerem WWE Elijahem Burkiem. Walka była dark matchem przed nagraniami tygodniówki Impact! federacji Total Nonstop Action Wrestling. 12 czerwca wystąpił na gali Ring of Honor, gdzie pokonał Alexa Payne'a. 15 sierpnia wraz z Idolem Stevensem zdobył tytuły WWC World Tag Team Championship. 31 października stracili je na rzecz byłych mistrzów, Thunder and Lightning. 16 maja 2010, Arneill (występujący jako Gavin Spears) współpracujący z El Hijo de L.A. Park przegrał z Dr. Wagnerem III i Gigante Extassis na gali Extreme Air Wrestle w Meksyku, co stanowiło jego pierwszą walkę w tym kraju.

### Powrót do WWE

#### NXT (2013–2017)
15 września 2013 zostało ujawnione, że Spears ponownie podpisał kontrakt z WWE, po czym został przypisany do rozwojowego brandu NXT i zaczął występować jako Tye Dillinger. Zadebiutował na tygodniówce NXT przegrywając z Mojo Rawleyem. Na początku 2014 założył drużynę z Jasonem Jordanem, gdzie wspólnie określali się jako blue chips (potoczne określenie osób, które uważają się za najlepszych w danej dyscyplinie). W swej pierwszej wspólnej walce z 17 kwietnia pokonali Barona Corbina i Sawyera Fultona. 7 sierpnia podczas tygodniówki NXT przegrali z Enzo Amore i Colinem Cassadym w pierwszej rundzie turnieju o NXT Tag Team Championship. Dillinger i Jordan zaczęli się coraz rzadziej pojawiać, gdzie Dillinger występował w roli jobbera. 25 lutego 2015 podczas NXT, Jordan opuścił Dillingera podczas tag-team matchu. Zezłoszczony Dillinger przywoływał swojego partnera, lecz do ringu wkroczył Baron Corbin, który zaatakował Dillingera.
12 sierpnia podczas odcinka tygodniówki NXT, Dillinger zadebiutował ze swoim nowym gimmickiem jako "Perfect 10" (pol. perfekcyjna dziesiątka), po czym pokonał Solomona Crowe'a. Na gali NXT TakeOver: Brooklyn przegrał z debiutującym Apollo Crewsem. 27 kwietnia 2016 podczas NXT pokonał Buddy’ego Murphy’ego, po czym ogłoszono, że zawalczy z Andrade "Cien" Almasem na gali NXT TakeOver: The End. Dillinger został przez niego pokonany, lecz otrzymał pozytywną reakcję od fanów. Doprowadziło to do przemiany charakteru Dillingera w face’a.
Po pokonaniu Angelo Dawkinsa podczas tygodniówki NXT z 28 września, Dillinger napotkał Bobby’ego Roode’a, który zaoferował Dillingerowi partnerstwo podczas turnieju Dusty Rhodes Tag Team Classic. Dillinger się zgodził, lecz obaj odpadli w pierwszej rundzie z powodu przegranej z SAnitY (Alexandrem Wolfem i Sawyerem Fultonem). Podczas walki Roode opuścił Dillingera. Doprowadziło to do walki pomiędzy nimi na listopadowej gali NXT TakeOver: Toronto, którą wygrał Roode. 14 grudnia na NXT, Dillinger pokonał Erica Younga przez dyskwalifikację i dołączył do fatal 4-way elimination matchu o miano pretendenta do NXT Championship, którym ostatecznie okazał się Roode. Na styczniowej gali NXT TakeOver: San Antonio przegrał z Youngiem po interwencji ze strony Alexandra Wolfe’a i Killiana Daina. Na gali NXT TakeOver: Orlando, Dillinger, Roderick Strong, Kassius Ohno i Ruby Riot przegrali z SAnitY w ośmioosobowym mixed tag team matchu. Po raz ostatni pojawił się na nagraniach tygodniówek NXT z 5 kwietnia, gdzie pokonał Erica Younga w Steel Cage matchu.

#### SmackDown (2017-2019)
29 stycznia 2017 podczas gali Royal Rumble, Dillinger zadebiutował w głównym rosterze jako uczestnik Royal Rumble matchu. Dołączył do walki jako dziesiąty zawodnik, lecz po pięciu minutach został wyeliminowany przez Brauna Strowmana. 4 kwietnia podczas tygodniówki SmackDown Live został przeniesiony do brandu SmackDown, gdzie w debiucie pokonał Curta Hawkinsa.
19 lutego 2019 roku poprosił o zwolnienie z kontraktu.

### All Elite Wrestling (2019-2023)
Po odejściu z WWE występował na scenie niezależnej, by 25 maja 2019 roku niespodziewanie pojawić się na gali Double or Nothing federacji All Elite Wrestling. Powrócił do pseudonimu Shawn Spears, dodając później przydomek "The Chairman".

## Styl walki
- Finishery

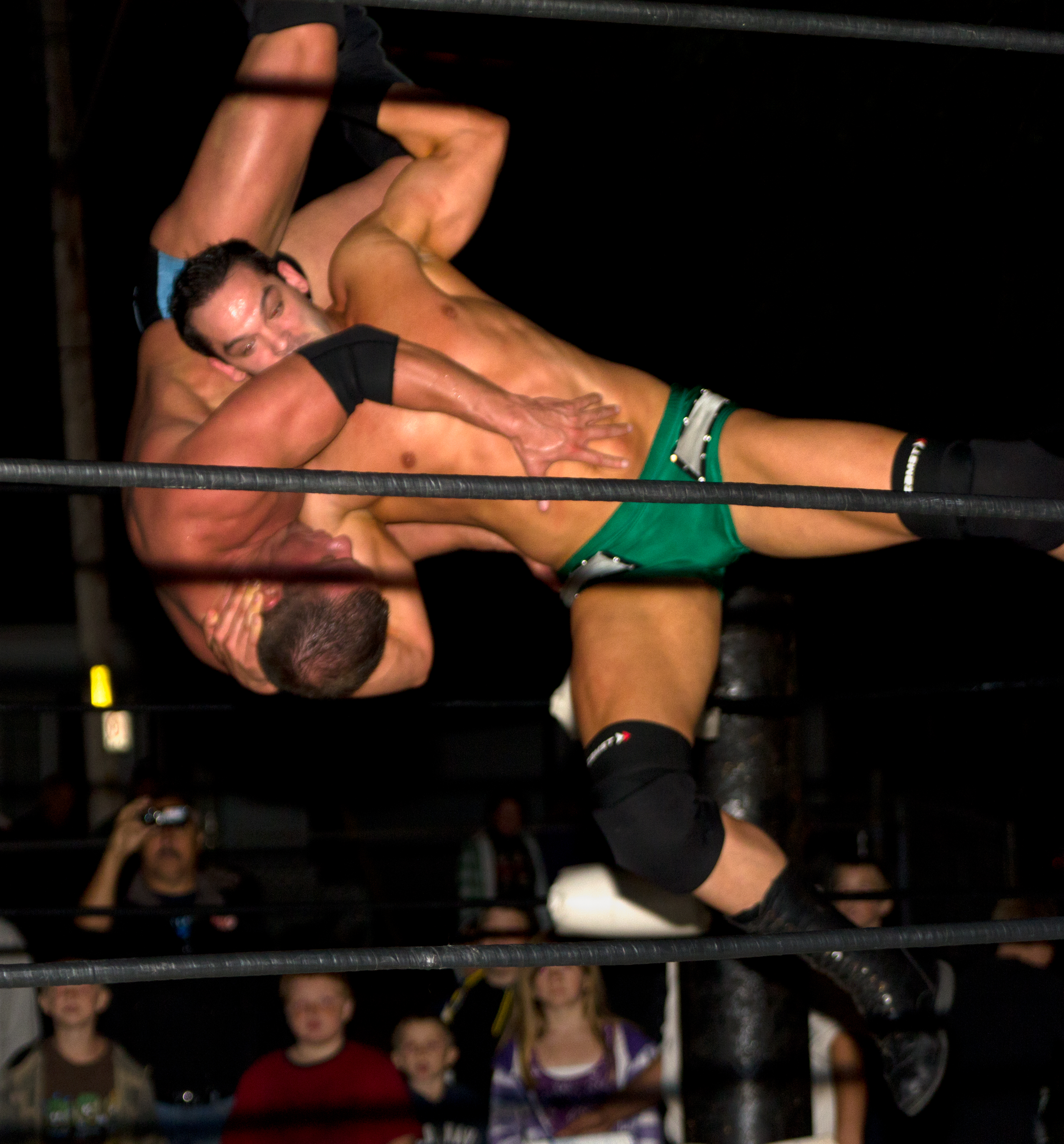
Spears wykonujący running Death Valley driver.

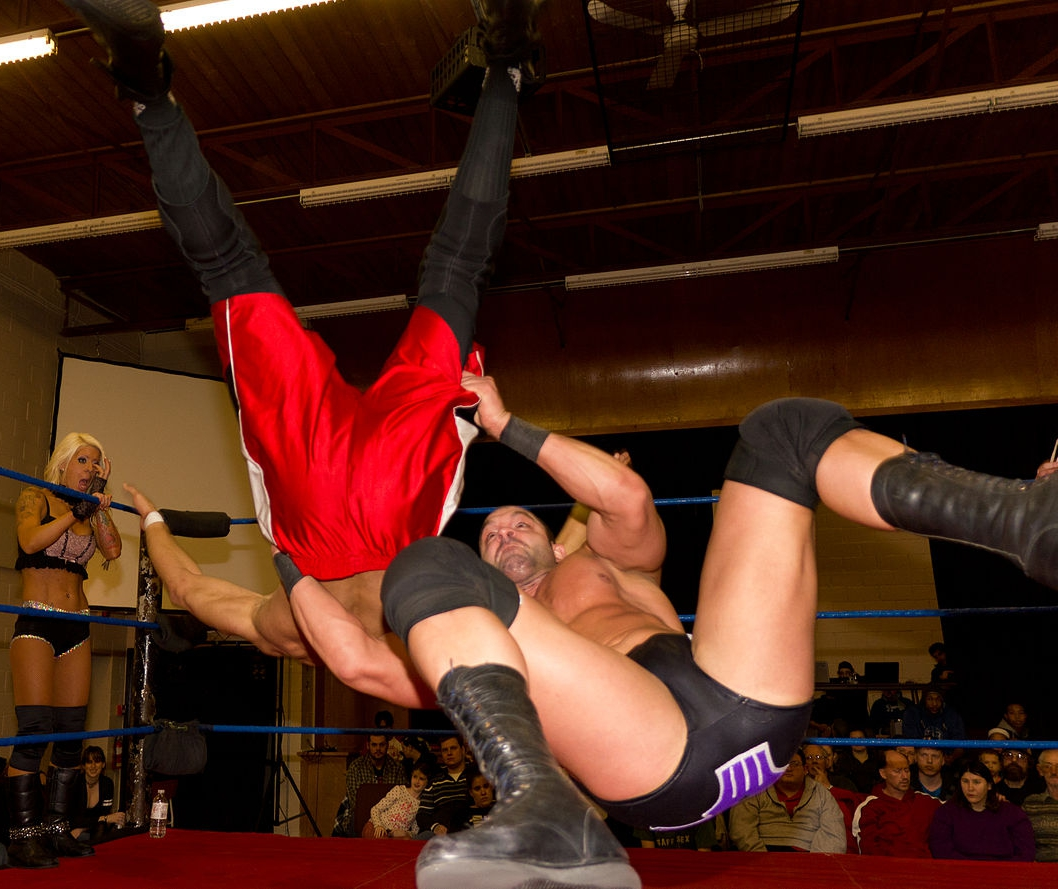
Spears wykonujący belly to back suplex.

  - Perfect 10 (Single knee facebreaker w klęczącego przeciwnika) – 2015
  - Tye Breaker (Fireman’s carry neckbreaker) – od 2015

- Inne ruchy
  - Belly to belly suplex[1]
  - Frog splash[1]
  - Hangman's neckbreaker[1]
  - Lariat[1]
  - Powerbomb[1]
  - Running Death Valley driver
  - Sharpshooter[1]
  - Spinning backbreaker[1]
  - Superkick
  - Superplex[1]

- Przydomki
  - "The Canadian Bad Boy"
  - "The Canadian Sensation"[16]
  - "The Perfect 10"[17]
  - "The Chairman"

- Motywy muzyczne
  - "I Believe In A Thing Called Love" ~ The Darkness (OVW; 2006–2007)
  - "20/20" (Instrumental Version) ~ Chris Goulstone (FCW/WWE; 2007–2009)
  - "Hollow Tip in the Clip" ~ Rudiment The Producer (NXT; 2014–2015; używany podczas współpracy z Jasonem Jordanem)
  - "City Invasion" ~ Kosinus (NXT; 2015)
  - "Ten" ~ CFO$ (NXT/WWE; 2015–2018)
  - "Perfection" ~ Josiah Williams (AEW; od 2019)

## Mistrzostwa i osiągnięcia
- Adrenaline Live Wrestling

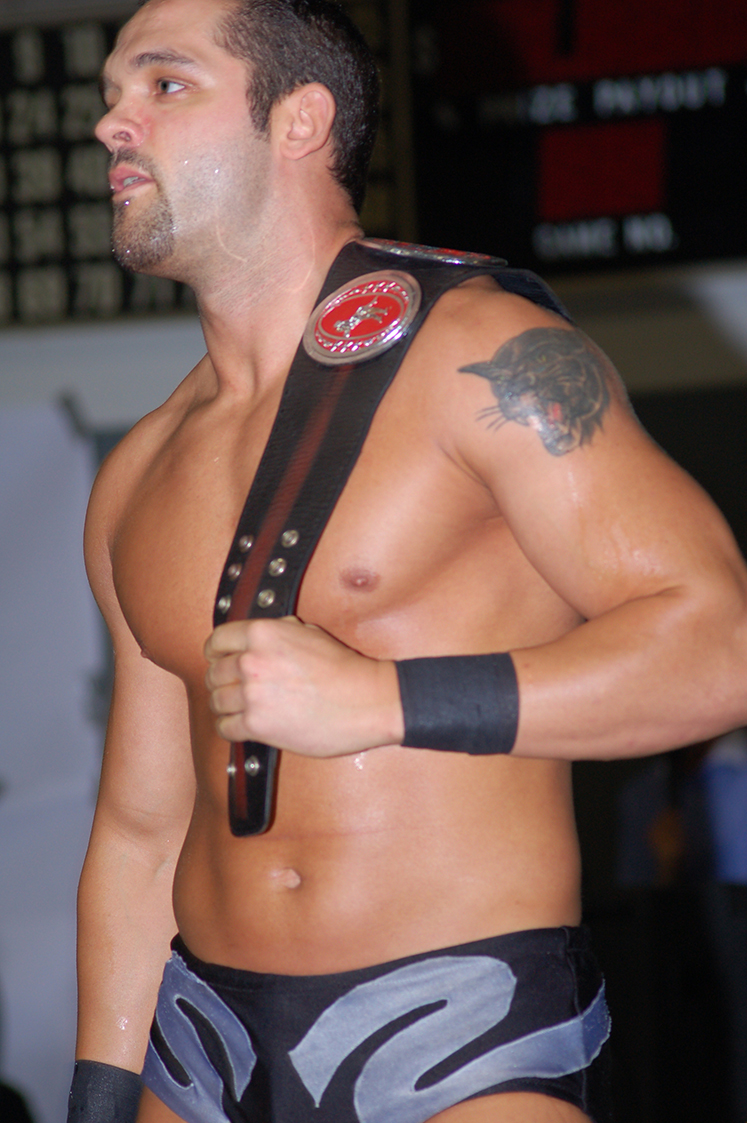
Arneill jako Shawn Spears w grudniu 2007.

  - ALW Georgian Bay Heavyweight Championship (1 raz)[1]

- American Combat Wrestling
  - ACW Heavyweight Championship (1 raz)[16]

- Canadian Independent Wrestling Alliance
  - CIWA Heavyweight Championship (1 raz)[1]

- Florida Championship Wrestling
  - FCW Florida Tag Team Championship (1 raz) – z Nicem Nemethem[7]

- Florida Underground Wrestling
  - FUW Tag Team Championship (1 raz) – z Kennym Kendrickiem[18]

- Ground Breaking Pro Wrestling
  - GBPW Championship (1 raz)[19]

- Great Lakes Championship Wrestling
  - GLCW Tag Team Championship (1 raz) – z Flexxem Falconem[1]

- Neo Spirit Pro Wrestling
  - NSPW Tag Team Championship (1 raz) – z J.T. Playem[1]

- Ohio Valley Wrestling
  - OVW Television Championship (3 razy)[20]
  - OVW Southern Tag Team Championship (3 razy) – z Codym Runnelsem (2) i Coltem Cabaną (1)[20]

- Pro Wrestling Illustrated
  - PWI umieściło go na 180. miejscu w top 500 wrestlerów rankingu PWI 500 w 2012[21]

- Pure Wrestling Association
  - PWA Pure Wrestling Championship (1 raz)[1]

- Tri-City Wrestling
  - TCW Heavyweight Championship (1 raz)[18]

- World Wrestling Council
  - WWC World Tag Team Championship (1 raz) – z Idolem Stevensem[22]